# Cynanchum jaliscanum
Cynanchum jaliscanum là một loài thực vật có hoa trong họ La bố ma. Loài này được (Vail) Woodson mô tả khoa học đầu tiên năm 1941.